# Stormlord (videogioco)
Stormlord è un videogioco a piattaforme e sparatutto pubblicato dalla Hewson Consultants nel 1989 per ZX Spectrum, Commodore 64, Amiga, Atari ST, Amstrad CPC e MS-DOS. È stato in seguito convertito per Mega Drive/Genesis dalla Punk Development, dalla versione per Amiga, per la RazorSoft nel 1990, e nel 2006 ne è stata pubblicata anche una versione per cellulari Symbian OS.
Il videogioco segue le avventure dell'antico guerriero chiamato Stormlord, invocato per liberare numerose fate, che sono state intrappolate in alcune bolle da un incantesimo della malvagia regina Badh, che vuole governare il loro mondo incantato, chiamato The Realm.
Nel 1990 è stato pubblicato Deliverance: Stormlord II, sequel del videogioco, che a sua volta ha avuto un remake con Deliverance del 1992.